# Thisted (općina)
Thisted je općina u danskoj regiji Sjeverni Jutland.

## Zemljopis
Općina se nalazi u zapadnom dijelu poluotoka Jutlanda, prositire se na 1101,65 km2.

## Stanovništvo
Prema podacima o broju stanovnika iz 2010. godine općina je imala 45.297 stanovnika, dok je prosječna gustoća naseljenosti 41,1 stan/km2. Središte općine je grad Thisted.

### Veća naselja
| Veća naselja u općini |            |                    |
| Br.                   | Naselje    | Stanovnika (2010.) |
| 1.                    | Thisted    | 12.950             |
| 2.                    | Hurup      | 2.752              |
| 3.                    | Hanstholm  | 2.386              |
| 4.                    | Snedsted   | 1.203              |
| 5.                    | Nors       | 1.032              |
| 6.                    | Bedsted    | 941                |
| 7.                    | Sennels    | 865                |
| 8.                    | Klitmøller | 807                |
| 9.                    | Koldby     | 758                |
| 10.                   | Sjørring   | 748                |

## Obnovljiva energija
Općina Thisted je 100% samodostatna uz obnovljive izvore energije. Ovaj razvoj je došao od građana, poljoprivrednih organizacija i lokalnih tvrtki, koje su aktivno uključene u opskrbu općina obnovljivim izvorima energije od privatnih vjetroagregata, geotermalnih postrojenja i bioplinskih postrojenja. 
Općina Thisted je dobila prestižne europske nagrade za svoje sunčeve sustave obnovljivih izvora energije i uloženi trud. Općina Thisted koristi manje od 1% fosilnih goriva u proizvodnji energije i topline, s dvadeset godina iskustva u obnovljivim izvorima energije. Danas se gotovo isključivo energija dobiva iz obnovljivih izvor
a energije, kao što su energija vjetra, sunčeva energija, bioplin, geotermalna energija, rasplinjavanje biomase i preostale topline iz industrije. Iz različitih obnovljivih izvora energije osigurava se 100% električne struje i 85% topline u općini. To znači, između ostalog, da su za 90 000 tona manja emitiranja ugljikovog dioksida CO2 u atmosferu. Osnova Thisted uspjeha je korištenje obnovljivih izvora energije uz činjenicu da ono nije rezultat političkih odluka, već razvoj koji se odvija u korak s lokalnim poljoprivrednicima koji investiraju u privatne vjetroagregate i bioplinska postrojenja. Sve osim jednog od 252 vjetroagregata su u privatnom vlasništvu. Ulaganje u obnovljive izvore energije je dobar posao za poljoprivrednike, jer gradnja otplati sebe u roku od 6 do 7 godina, nakon čega poljoprivrednici mogu zaraditi novac na električnoj energiji koju prodaju lokalnoj električnoj mreži.

## Vanjske poveznice
- Službena stranica općine